# Nicola Amoruso
Nicola Amoruso (ur. 29 sierpnia 1974 w Cerignola) – włoski piłkarz występujący na pozycji napastnika. Jego siostra Sonia jest żoną Alessandro Del Piero.